# Masdevallia caudata
Masdevallia caudata es una especie de orquídea epífita originaria del este de Colombia y la cercana  Venezuela.

## Descripción
Es una orquídea de tamaño pequeño que prefiere un clima fresco a frío, con pelo insertado, epífitas con un tallo delgado, erguido envuelto basalmente de 2 a 3 vainas tubulares y con una sola hoja apical. peciolada, oblanceolada, suberecta, coriácea, redondeada en el ápice de la hoja, es cuneiforme a continuación del pecíolo. Florece  con una arqueada y corta inflorescencia, delgada de 12 a 13 cm de largo y con brácteas florales tubulares con una flor sencilla, fragante, acampanada, de color variable que surge en o por debajo de la altura de la hoja. La floración se produce a finales del otoño a través de principios de la primavera.

## Cultivo
Esta planta es una especie que prefiere cada vez más el clima fresco al frío, a la que le gusta la alta humedad, la sombra y encontrarse en macetas con una mezcla de trozos de helechos arbóreos,  corteza de abeto, perlita y musgo.

## Distribución y hábitat
Se encuentra en Perú, Ecuador, Colombia y el occidente de Venezuela que habitan en los bosques nubosos a altitudes de 1800 a 2870 metros

## Sinonimia
- Masdevallia shuttleworthii Rchb.f.
- Masdevallia expansa Rchb.f.[2]